# Jorge Sánchez Ramos
Jorge Eduardo Sánchez Ramos (Torreón, 1997. december 10. –) a mexikói válogatott olimpiai bronzérmes labdarúgója, aki 2022 óta a holland Ajaxban játszik védőként.

## Pályafutása

### Klubcsapatokban
Szülővárosában, Torreónban végigjárta az ottani legnagyobb klub, a Santos Laguna ifjúsági csapatait, 2012-ben az U15-öset, majd ahogy telt az idő, innen lépdelt felfelé egészen a felnőtt csapatig. A Santos volt az a csapat is, ahol az első osztályú bajnokságban bemutatkozott: erre 2016. szeptember 18-án került sor egy UNAM Pumas elleni összecsapáson. A 2018-as év nagy sikereket hozott számára: ekkor ugyanis két különböző csapattal két bajnoki címet szerzett (a mexikói bajnokság fél évig tart). Először a Clausurában a Santos tagjaként, majd az Aperturában új klubjával, a fővárosi Américával is bajnok lett. Az Américában 2022-ig maradt, majd Hollandiába, az Ajaxhoz igazolt.

### A válogatottban
A felnőtt válogatottban először 21 évesen, 2019. március 26-án, egy Paraguay elleni barátságos mérkőzésen lépett pályára, majd innentől kezdve rendszeresen szerepelt a válogatottban. Első gólját Kanada ellen szerezte 2021 őszén egy világbajnoki selejtezőn. Tagja volt a 2020-ban a tokiói olimpián bronzérmet nyert válogatottnak, és játszott világbajnoki selejtezőket is. 2022-ben beválogatták a világbajnokságon szereplő mexikói keretbe is.

#### Mérkőzései a válogatottban
| Mexikó | Mexikó               | Mexikó                                         | Mexikó           | Mexikó   | Mexikó           | Mexikó                   | Mexikó | Mexikó  |
| #      | Dátum                | Helyszín                                       | Hazai            | Eredmény | Vendég           | Kiírás                   | Gólok  | Esemény |
| ------ | -------------------- | ---------------------------------------------- | ---------------- | -------- | ---------------- | ------------------------ | ------ | ------- |
| 1.     | 2019. március 26.    | Santa Clara, Levi’s Stadium                    | Mexikó           | 4 – 2    | Paraguay         | barátságos               | 0      |         |
| 2.     | 2019. június 5.      | Atlanta, Mercedes-Benz Stadium                 | Mexikó           | 3 – 1    | Venezuela        | barátságos               | 0      | 68'     |
| 3.     | 2019. június 9.      | Arlington, AT&T Stadion                        | Mexikó           | 3 – 2    | Venezuela        | barátságos               | 0      | 46'     |
| 4.     | 2019. szeptember 6.  | East Rutherford, MetLife Stadium               | Egyesült Államok | 0 – 3    | Mexikó           | barátságos               | 0      | 58'     |
| 5.     | 2019. október 11.    | Hamilton, Bermudai Nemzeti Stadion             | Bermuda          | 1 – 5    | Mexikó           | CONCACAF Nemzetek Ligája | 0      |         |
| 6.     | 2019. november 19.   | Toluca de Lerdo, Estadio Nemesio Díez          | Mexikó           | 2 – 1    | Bermuda          | CONCACAF Nemzetek Ligája | 0      |         |
| 7.     | 2020. szeptember 30. | Mexikóváros, Estadio Azteca                    | Mexikó           | 3 – 0    | Guatemala        | barátságos               | 0      | 61'     |
| 8.     | 2020. október 13.    | Hága, Cars Jeans Stadion                       | Mexikó           | 2 – 2    | Algéria          | barátságos               | 0      |         |
| 9.     | 2020. november 14.   | Bécsújhely, Bécsújhelyi stadion                | Mexikó           | 3 – 2    | Dél-Korea        | barátságos               | 0      | 68'     |
| 10.    | 2020. november 17.   | Grác, Merkur Arena                             | Japán            | 0 – 2    | Mexikó           | barátságos               | 0      |         |
| 11.    | 2021. március 27.    | Cardiff, Cardiff City Stadion                  | Wales            | 1 – 0    | Mexikó           | barátságos               | 0      | 62'     |
| 12.    | 2021. március 30.    | Bécsújhely, Bécsújhelyi stadion                | Costa Rica       | 0 – 1    | Mexikó           | barátságos               | 0      |         |
| 13.    | 2021. május 29.      | Arlington, AT&T Stadion                        | Mexikó           | 2 – 1    | Izland           | barátságos               | 0      | 64'     |
| 14.    | 2021. június 12.     | Atlanta, Mercedes-Benz Stadion                 | Mexikó           | 0 – 0    | Honduras         | barátságos               | 0      |         |
| 15.    | 2021. június 30.     | Nashville, Nissan Stadion                      | Mexikó           | 3 – 0    | Panama           | barátságos               | 0      |         |
| 16.    | 2021. szeptember 2.  | Mexikóváros, Estadio Azteca                    | Mexikó           | 2 – 1    | Jamaica          | vb-selejtező             | 0      |         |
| 17.    | 2021. szeptember 8.  | Panamaváros, Estadio Rommel Fernández          | Panama           | 1 – 1    | Mexikó           | vb-selejtező             | 0      |         |
| 18.    | 2021. október 7.     | Mexikóváros, Estadio Azteca                    | Mexikó           | 1 – 1    | Kanada           | vb-selejtező             | 1      | 21'     |
| 19.    | 2021. november 16.   | Edmonton, Nemzetközösségi Stadion              | Kanada           | 2 – 1    | Mexikó           | vb-selejtező             | 0      |         |
| 20.    | 2022. január 27.     | Kingston, Függetlenség Park                    | Jamaica          | 1 – 2    | Mexikó           | vb-selejtező             | 0      | 6'      |
| 21.    | 2022. március 24.    | Mexikóváros, Estadio Azteca                    | Mexikó           | 0 – 0    | Egyesült Államok | vb-selejtező             | 0      |         |
| 22.    | 2022. március 27.    | San Pedro Sula, Estadio Olímpico Metropolitano | Honduras         | 0 – 1    | Mexikó           | vb-selejtező             | 0      |         |
| 23.    | 2022. március 30.    | Mexikóváros, Estadio Azteca                    | Mexikó           | 2 – 0    | Salvador         | vb-selejtező             | 0      |         |
| 24.    | 2022. június 2.      | Glendale, State Farm Stadion                   | Mexikó           | 0 – 3    | Uruguay          | barátságos               | 0      |         |
| 25.    | 2022. június 5.      | Chicago, Soldier Field                         | Mexikó           | 0 – 0    | Ecuador          | barátságos               | 0      |         |
| 26.    | 2022. november 16.   | Gerona, Estadio Montilivi                      | Mexikó           | 1 – 2    | Svédország       | barátságos               | 0      |         |
| 27.    | 2022. november 22.   | Doha, 974 Stadion                              | Mexikó           | 0 – 0    | Lengyelország    | vb-csoportkör            | 0      | 29'     |
| 28.    | 2022. november 30.   | Loszaíl, Loszaíli Nemzeti Stadion              | Szaúd-Arábia     | 1 – 2    | Mexikó           | vb-csoportkör            | 0      | 86'     |
|        | Összesen             |                                                |                  | 28       | mérkőzés         |                          | 1      | gól     |